# Устье (Пестовский район)
Устье — деревня в Пестовском муниципальном районе Новгородской области, относится к Устюцкому сельскому поселению. В деревне 28 домов.
Площадь территории деревни — 28,4 га. Деревня находится на северо-восточном побережье озера Меглино, у истока реки Меглинки, на Валдайской возвышенности, на высоте 173 м над уровнем моря, в 35 км от города Пестово и в 4 км от административного центра сельского поселения — деревни Устюцкое. В 1 км к северо-востоку — деревня Иваньково, а на противоположном берегу Меглинки, в 1 км к юго-востоку — деревня Лаврово.

## История
На территории деревни есть 12 сопок-курганов. До XIII века на этом месте располагался город Устюг, который простирался вплоть до местечка Бабино. Выделяется среди всех т. н. долгий курган, длина которого 100 метров, ширина 40 метров и высота почти 15 метров. По легенде во время войны с «Литвой» этот город был сожжен, а погибших и захоронили в тех курганах, но по данным археологических исследований возраст сопок гораздо старше — VI—VIII вв.
В списке населённых мест Устюженского уезда Новгородской губернии за 1909 год указана деревня Устье, как относящаяся к Барсанихской волости (2-го стана, 4-го земельного участка). Население деревни Устье, что была тогда на земле Лавровского сельского общества — 167 жителей: мужчин — 93, женщин — 74, число жилых строений в деревне — 100; тогда там был маслобойный завод, имелись две мелочные лавки и хлебозапасный магазин, а также указаны 12 сопок с костями и вооружением. Затем, с 10 июня 1918 года до 31 июля 1927 года, деревня в составе Устюженского уезда Череповецкой губернии, затем центр Устьянского сельсовета Пестовского района Череповецкого округа Ленинградской области. Население деревни в 1928 году — 271 человек. В ноябре 1928 года при укрупнении сельсоветов Устьянский сельсовет был присоединён к Устюцкому. По постановлению ЦИК и СНК СССР от 23 июля 1930 года Череповецкий округ был упразднён, а район перешёл в прямое подчинение Леноблисполкому. По Указу Президиума Верховного Совета СССР от 5 июля 1944 года Пестовский район был передан из Ленинградской области во вновь образованную Новгородскую область. Во время неудавшейся всесоюзной реформы по делению на сельские и промышленные районы и парторганизации, в соответствии с решениями ноябрьского (1962 года) пленума ЦК КПСС «о перестройке партийного руководства народным хозяйством» с 10 декабря 1962 года был образован, в числе прочих, крупный Пестовский сельский район на территории Дрегельского, Пестовского и Хвойнинского районов. Сельсовет и деревня вошли в состав этого района, а 1 февраля 1963 года административный Пестовский район в числе прочих был упразднён. Пленум ЦК КПСС, состоявшийся 16 ноября 1964 года восстановил прежний принцип партийного руководства народным хозяйством, после чего Указом Верховного Совета РСФСР от 12 января 1965 года сельские районы были преобразованы вновь в административные районы и решением Новгородского облисполкома № 6 от 14 января 1965 года сельсовет и деревня вновь в составе Пестовского района.
С принятием Российского закона от 6 июля 1991 года «О местном самоуправлении в РСФСР» и Указом Президента РФ № 1617 от 9 октября 1993 года «О реформе представительных органов власти и органов местного самоуправления в Российской Федерации» деятельность Устюцкого сельского Совета была досрочно прекращена. Позднее была образована образована Администрация Устюцкого сельсовета (Устюцкая сельская администрация). По результатам муниципальной реформы, с 2005 года деревня входит в состав муниципального образования — Устюцкое сельское поселение Пестовского муниципального района (местное самоуправление), по административно-территориальному устройству подчинена администрации Устюцкого сельского поселения Пестовского района. В 2012 году Новгородская областная дума (постановлением № 50-5 ОД от 25.01.2012) постановила уведомить Правительство Российской Федерации об упразднении в числе прочих Устюцкого сельсовета Пестовского района.

## Население
| 2010 |
| ---- |
| 37   |

По всероссийской переписи населения 2010 года население деревни — 37 человек (21 мужчина и 16 женщин).